# Beni Zentis
Beni Zentis (em árabe: بني زنتيس) é uma comuna localizada na província de Relizane, Argélia. De acordo com o censo de 2008, a população total da cidade era de 10 655 habitantes.